# Хітісо

35°32′38″ пн. ш. 137°7′12″ сх. д. / 35.54389° пн. ш. 137.12000° сх. д.
Хітісо́ (яп. 七宗町, ひちそうちょう, МФА: [çit͡ɕi̥so t͡ɕoː]) — містечко в Японії, в повіті Камо префектури Ґіфу. Станом на 1 квітня 2009 площа містечка становила 90,47 км². Станом на 1 липня 2011 населення містечка становило 4383 осіб.